# Vico Torriani
Ludovico Oxans Torriani, dit Vico Torriani, est un chanteur, acteur et éditeur de livres de cuisine suisse né le 21 septembre 1920 à Genève et mort le 26 février 1998 à Agno.

## Biographie

### Enfance
Né au Boulevard des Philosophes, à Genève le 21 septembre 1920, Ludovico Oxans Torriani est le fils de Vittorio Torriani (?-1990), palefrenier, moniteur d'équitation et de ski originaire de Lombardie, et de Clara Helena Bensegger (1901–?), femme de chambre. Il a une sœur cadette, Sonia (1922-?). La famille vit à Davos, dans le canton des Grisons.
À la naissance des deux enfants, les ressources financières du couple sont très limitées. Le 17 mai 1929, Ludovico et sa sœur sont placés au « Foyer pour enfants Nazareth » à Kronbühl, dans le canton de Saint-Gall. Quelques mois plus tard, le 9 septembre, ils sont envoyés chez une paysanne veuve à Oberrüti, dans le canton d'Argovie. Cette dernière, manquant elle-même de moyens, ne peut subvenir pleinement à leurs besoins ; les deux enfants doivent alors mendier leur nourriture dans le voisinage.
Parallèlement, Ludovico apprend l’accordéon en autodidacte, jouant dans les restaurants de la région pour gagner un peu d’argent de poche. Le 23 mars 1933, il quitte Oberrüti et retourne à Davos. Son père, incapable de l’entretenir, le place comme casserolier dans un hôtel à Lausanne, dans le canton de Vaud. Les cuisiniers, impressionnés par son habileté, l’autorisent à aider en cuisine, et parfois même à cuisiner, une fois son travail terminé.
Durant son service militaire en Engadine, Ludovico apprend en autodidacte à jouer de la guitare et de l’harmonica, et chante régulièrement pour divertir ses camarades. Un grave accident militaire le contraint à passer deux ans à l’hôpital militaire, entre 1941 et 1942. Il est ensuite frappé par une tuberculose pulmonaire et passe l’année 1943 en convalescence au sanatorium de Zurich Altein, à Arosa, dans le canton des Grisons.
À 25 ans, il travaille comme serveur dans un restaurant zurichois. Toujours prêt à sortir sa guitare, il n’hésite pas à chanter quelques chansons pour les clients, charmés par son talent et sa voix.

### Carrières
En 1945, sa voix suave et mélodieuse lui permet de remporter le concours de chant Jekami à Niederdorf, auquel il participe sous son nouveau nom de scène : Vico Torriani. Il se fait ensuite entendre sur les ondes des radios suisses et allemandes. Il connaît un premier petit succès avec la chanson Silberfäden et enregistre son premier disque en 1950, Addio Donna Grazia. Il enchaîne des tournées à travers l’Europe et même en Iran, qu’il organise lui-même, bâtissant son image sur le charme de sa voix et un style aux accents méditerranéens.
Parallèlement à sa carrière musicale, Vico se lance dans le cinéma dès 1952. Il obtient des rôles dans des films musicaux, opérettes et comédies musicales germanophones comme Le Rêve multicolore (Der bunte Traum) et Meine Frau macht Dummheiten.
En 1957, il se classe à la première place des hit-parades allemands avec sa chanson Siebenmal in der Woche, qui apparaît dans le film homonyme (de), dans lequel il joue le rôle principal, sorti la même année. Il enchaîne ensuite les succès musicaux, notamment avec Ananas aus Caracas (1957), Schön und kaffeebraun (1958) et Kalkutta liegt am Ganges (1960), pour lequel il reçoit un disque d'or.

Vico Torriani sur le tournage de l'émission Der goldene Schuß en mai 1969.

Dès 1959, il entame une carrière d'animateur de télévision. Il présente avec succès des émissions sur les chaînes allemandes, comme Grüezi, Vico entre 1959 et 1960, puis Hotel Victoria (de) entre 1961 et 1968 sur Das Erste. Cette dernière devient le premier show culinaire télévisé au monde, mêlant chants, danses et recettes à réaliser. Entre 1967 et 1970, il anime également Der goldene Schuß (de) sur la ZDF, la première émission de télévision interactive. Il présente également l'événement-émission Die Vico-Torriani-Show, qui a lieu en 1971, 1972 et 1979. En 1966, il chante la chanson So schön, so leicht kann unser Leben sein lors de la loterie télévisée de l'ARD.
Coté musical, sa carrière décline dès 1964, submergée par les nouveaux rythmes et parce qu'il se concentre exclusivement sur les mélodies populaires. Il fête son retour en 1975 avec des titres populaires comme Allegra (chansons exclusivement chantées en romanche) et en 1976 avec sa chanson la plus connue La Pastorella, dont il réussit à décrocher plusieurs millions de disques vendus.
Par la suite, il recycle son nom dans des livres culinaires et devient, entre 1978 et 1983, propriétaire du restaurant Bonne Auberge à Bâle. Il réapparaît subitement à la télévision en 1982 lors de l'émission concours Die schönsten Melodien der Welt de la ZDF, où il participe en interprétant la chanson Capri-Fischer, avec laquelle il remporte la première place.

### Fin de vie
En 1990, il contracte une embolie pulmonaire et se retire lentement de la vie publique.
Il meurt le 26 février 1998, à 77 ans, dans sa villa Sol'Aria à Agno, dans le canton du Tessin. Il repose au cimetière de Lugano.

## Œuvres

### Discographies
Jusqu'en 1969, Vico Torriani interprète pas moins de 27 titres qui se hissent dans les hit-parades allemands et vend plus de douze millions de disques.
- 1954 EP Gitarren der Liebe
- 1957 7" Single Grazie / Waikiki (Lips Of Wine)
- 1958 7" Single Schön und kaffeebraun / Ta-Pum, Ta-Pum (Ein verliebter Tamburino)
- 1958 7" Single Avanti-Avanti-Avanti / Antonella
- 1960 7" Single Kalkutta liegt am Ganges (Madeleine) / ... sie war nicht älter als 18 Jahr'
- 1961 7" Single Café Oriental / Eiffelturm-Melodie
- 1961 7" Single Bon soir, Herr Kommissar (Unterwelt Tango) / Mister
- 1961 7" Single Lebewohl, kleine Frau / Über die Prärie
- 1962 7" Single Hafen-Casanova / Appenzeller Cha-Cha
- 1962 7" Single Ching-ching-ching (Happy José) / Signorina Cappucina (Permetete Signora)
- 1962 7" Single Renata / Chi-Chica-Chi
- 1963 7" Single Lass uns mal ein Tänzchen wagen / Das hat mir keiner von dir gesagt
- 1963 7" Single Die Grossen haben grosse Sorgen / ...denn er war nur ein Troubadour
- 1963 7" Single Ski-Twist / Alles fährt Ski
- 1963 7" Single Daran sind nur die Männer schuld / Glück in der Liebe
- 1964 7" Single Aus jedem Land ein Souvenir (Oh Josefine) / Von New York nach Las Vegas
- 1964 7" Single Auf der Hütt'n (Hey, Hey, Hey) / Zwei Spuren im Schnee
- 1966 7" Single Du lächelst wie ein Engel / ...und dann nimmt der Papa seinen Hut
- 1966 7" Single So schön, so leicht kann unser Leben sein / Ente mit süssen Orangen
- 1966 7" Single Es ist nicht alles Gold was glänzt / Die süssen Tränen der schönen Frauen
- 1967 7" Single Arrivederci, au revoir, bye bye / Pariser Nächte
- 1968 7" Single Azzuro / Julia
- 1977 7" Single La pastorella / Berge
- 199? CD Es war auf dem Canal Grande
- 199? 2CD Filmtreffer
- 199? CD Kalkutta liegt am Ganges
- 199? CD Granada
- 199? CD Biedermand und Cool Man

### Filmographie

#### Cinéma[5]
- 1952 : Der bunte Traum (de) de Géza von Cziffra ;
- 1952: Meine Frau macht Dummheiten (de) de Géza von Bolváry ;
- 1953: Sérénade de la rue de Werner Jacobs : Mario Monti ;
- 1954: Gitarren der Liebe (de) de Werner Jacobs : Roberto Trenti ;
- 1955: Ein Herz voll Musik (de) de Robert Adolf Stemmle : Vico Hasenpfot ;
- 1956: Santa Lucia (de) de de Werner Jacobs : Mario Zorzoli ;
- 1956: Der Fremdenführer von Lissabon (de) de Hans Deppe : Antonio Duarte ;
- 1957: Siebenmal in der Woche (de) de Harald Philipp : Roberto Ricci ;
- 1957: Träume von der Südsee (de) de Harald Philipp : Tonio Torsten ;
- 1958: Der schwarze Blitz (de) de Hans Grimm : un spectateurs lors d'une course de ski ;
- 1958: Der Stern von Santa Clara (de) de Werner Jacobs : Carlo del Ponte ;
- 1960: La Parade des succès de Erik Ode : lui-même ;
- 1960: O sole mio (de) de Paul Martin : Thomas ;
- 1961: Robert und Bertram (de) de Hans Deppe : Bertram Weiler ;
- 1962: So toll wie anno dazumal (de) de Franz Marischka : Peppino ;
- 1962: Muß i denn zum Städtele hinaus (de) de Hans Deppe : Richie le clown ;
- 1964: Vienne reste toujours Vienne de Franz Antel : lui-même ;
- 1964: Treffpunkt Baden-Baden de Klaus Überall (de): lui-même;
- 1965: Willkommen Bruder Bleichgesicht de Karl Suter : Vico.

#### Télévision
| Régisseur/présentateur - 1959-1960: Grüezi, Vico ; - 1961–1968: Hotel Victoria (de) sur Das Erste ; - 1967–1970: Der goldene Schuß (de) sur ZDF ; - 1971–1972 & 1979: Die Vico-Torriani-Show sur ZDF ; - 1977–1982: Musik kennt keine Grenzen sur ZDF. | Chanteur dans des émissions de musique - 31 décembre 1966 : Es funkeln die Sterne sur ZDF; - 16 mars 1974 : Schlagerfestival 1925 sur ZDF; - 1975: Treffpunkt Herz (de) de Peter Alexander sur ZDF ; - 1982: Die schönsten Melodien der Welt sur la ZDF; - 2 février 1985 : Melodien für Millionen (de) de Dieter Thomas Heck sur ZDF; - 27 avril 1991 : Musik liegt in der Luft (de) de Dieter Thomas Heck sur ZDF; - ? : Zum Blauen Bock (de) de Heinz Schenk (de) sur Das Erste ; | Téléfilms - 1958 : Vico contra Vico de Ruprecht Essberger : lui-même; - 1960 : Wir machen Musik de Dieter Finnern sur SFB : lui-même; - 1961 : Zu jung um blond zu sein de Michael Pfleghar sur WDR; - 11 septembre 1963 : Vico, ist's wahr? - Eine Reise durch die Schweiz de Karl Suter sur SF 1: lui-même; - 11 septembre 1963 : Willkommen Bruder Bleichgesicht de Karl Suter sur SF 1: lui-même; - 1966 : Axel an der Himmelstür de Hans Heinrich : Tino, Axel; - 1966 : Meine Schwester und ich de Ernst Pichler sur ZDF : Dr. Roger Fleuriot; - 1969 : Guten Rutsch! de Harry Engel (de) & Ferry Olsen (de) sur ZDF; - 1969 : Veni, Vidi, Vico de Tilo Philipp sur ZDF : Rinaldo Torriani, Alessandro di Torriani, Jean-Francois Torriani, Domenic Torriani, Armanda Torriani: - 1970 : Warum ist es am Rhein so schön ? de Tilo Philipp sur ZDF : Dr. Linde; - 1973 : Gäste aus der Schweiz de Karl Suter; | Apparitions - 1955: Was bin ich ? (de) par Robert Lembke (de) sur Das Erste ; - 28 septembre 1964 : épisode dansant de Amigos del martes (es) sur TVE; - 1971 : épisode 6, saison 1 du Peter-Alexander-Show (de) sur ZDF; - 1973 : épisode 5, saison 3 de Die Rudi Carrell Show (de) : Mari du marché de Noël; - 28 août 1977: épisode 78, saison 1 (de) de Tatort de Wolfgang Becker sur WDR : lui-même ; - 1979: épisode 2, saison 3 de Polizeiinspektion 1 (de) de Helmut Ringelmann sur Das Erste : Nico ; - 1972-1977 : trois épisode de Dalli Dalli (nds) de Hans Rosenthal (de) ; - Entre 1980 et 1998 : Verstehen Sie Spaß? (de)de Kurt Felix sur Das Erste : invité; - Entre 1980 et 1991 : Heut’ abend (de) de Joachim Fuchsberger sur BR Fernsehen: invité; - Entre 1981 et 1998 : Wetten, dass..? de Frank Elstner sur ZDF : invité; - 1982 : épisode 8, saison 1 de Das kann ja heiter werden; - 1990 : épisode 4, saison 1 de Total normal; |

### Publications
- Vico Torriani & Jo Hanns Rösler (de) : Das Vico Torriani Kochbuch. Ich koche mit Liebe und Musik. Verlag Carl Ulrich & Co, 1958;
- Vico Torriani, Gaumenhits für Feinschmecker, Gloria-Verlag, 1974;
- Vico Torriani, Alle meine Rezepte, alle meine Erlebnisse, Moewig 1981;
- Vico Torriani, Nudelfestival – Seine 100 besten Rezepte, Delphin 1988;
- Vico Torriani, Viva la Pizza, Delphin 1989;
- Vico Torriani & Irmtraut Teltau, Cucina Fantastica. Meine Lieblingsgerichte, Delphin Verlag 1990.

## Distinctions
- 1960 : disque d'or pour Kalkutta liegt am Ganges;
- 1995 : Bambi d'honneur avec Caterina Valente et Helmut Zacharias;
- 1996 : Prix d'honneur Walo.

En 2016, une comédie musicale intitulée « Hotel Victoria - Das Musical » retraçant l'ensemble de la carrière de Vico Torriani, interprété par Samuel Zünd et Christian Jott Jenny, est mise sur pied. Elle est présentée à Saint-Moritz et à Coire.
Le 19 septembre 2020, pour célébrer le centième anniversaire de Vico Torriani, un gala est organisé à l'hôtel Reine Victoria de St-Moritz. L'événement est supervisé par Felix Benesch (de) et animé par la présentatrice Annina Campell.

## Vie réécrite
Ayant vécu une enfance difficile, de son vivant Torriani prend toujours soin de dissimuler son passé, racontant à sa famille comme aux médias une version enjolivée de ses jeunes années,.
Selon sa version, Vico et Sonia seraient jumeaux. Il grandit à Saint-Moritz, où il fréquente l'école primaire de la Plazza da Scoul. Dans d'autres témoignages, il affirme avoir été élevé à Celerina/Schlarigna, chez sa grand-mère.
Il effectue ensuite un apprentissage de boulanger-pâtissier puis de cuisinier, travaille comme liftier à l’Hôtel Palace de Saint-Moritz et donne également des cours de ski.
Sa mort demeure entourée de mystère. Certaines sources parlent d’un cancer des ganglions lymphatiques, tandis que sa dernière épouse affirme qu’il s’éteint paisiblement dans son sommeil,.

## Vie privée

### Famille

Vico et sa deuxième épouse Eveline posent avec leurs deux enfants, Nicole et Reto, en 1964.

Vico Torriani épouse Raymonde Jacqueline Serex, originaire de Maracon, dans le canton de Vaud. De cette union naît un fils, Jürg (1948–).
Dès 1951, Vico entretient une relation hors mariage avec Eveline Josefine Guentert (1930–2010), originaire d’Allemagne et vivant à Bâle. De cette liaison naît, deux ans plus tard, une fille, Nicole (1953–), une naissance que le couple n’avait pas prévue.
Souhaitant protéger leur enfant et préserver sa carrière, Vico et Eveline déclarent dans les médias s’être mariés en 1951 (ou en 1952), bien que le divorce avec Raymonde ne soit prononcé officiellement que le 11 janvier 1955. En réalité, le mariage du couple Torriani–Guentert est célébré en secret le 11 mai 1955 à Hendon, au Royaume-Uni,. Par la suite naît leur deuxième enfant, Reto (1958–).

### Résidences
À la fin de sa vie, Vico Torriani réside dans une maison nommée Villa Sol'Aria, située à Agno (TI), à la Via Guasti 22.

### Divers
Soucieux de son image de chanteur polyglotte, Vico Torriani chante en douze langues, dont l'italien, l'allemand, le français, le romanche, l'espagnol et l'hébreu ; il maîtrise lui-même ces six langues évoquées. Il parvient à se constituer un public campagnard, plutôt conservateur et majoritairement féminin, en raison de son charme méridional, bien qu'il rencontre des résistances auprès du public plus jeune. Il ne touche d'ailleurs jamais aux genres modernes, tels que le rock 'n' roll.
Vico Torriani nourrit une passion pour les angelots en porcelaine, qu'il collectionne avec soin.
Il est aussi un fervent admirateur de Maurice Chevalier, dont il admire le style et l’élégance.